# 市立三笠総合病院
市立三笠総合病院（しりつみかさそうごうびょういん）は、北海道三笠市が設置する公立病院。
スローガンは「信頼され、思いやりのある医療」。

## 概要

### 主要な医療設備
- MRI（磁気共鳴画像診断装置）
- CT（コンピュータ断層撮影装置）
- RI（核医学診断装置）
- デジタルX線テレビ
- エコー内視鏡
- 人工透析（人工腎臓装置）
- 骨塩測定装置

### 職員数
2018年4月1日現在。
- 合計 : 242人
  - 正規職員 : 117人
  - 臨時職員 : 39人
  - パート職員 : 28人
  - 委託職員 : 58人

## 沿革
出典
- 1946年（昭和21年）
  - 3月 - 三笠町立病院の院舎が竣工。
  - 5月 - 三笠町が三笠町立病院として開院。
  - 6月 - 診療を開始。
- 1951年（昭和26年）
  - 2月 - 診療棟（外科・眼科診療室、手術室、レントゲン室）を増床。
  - 8月 - 併設隔離病舎（30床）が竣工。
  - 10月	- 産婦人科、耳鼻咽喉科を新設。結核予防法に基づく医療機関指定を受ける。
  - 12月	- 入院患者の給食を開始。
- 1952年（昭和27年）
  - 6月 - 皮膚泌尿器科を新設。結核病棟（74床）竣工、使用開始。
  - 7月 - 救急車が配車される。
  - 8月 - 院内放送設備が完成。
  - 10月	 - 小児科を新設。
- 1953年（昭和28年）
  - 2月 - 新本館増改築工事が竣工。完全給食の認可を受ける。
  - 5月 - 院内に売店を設置。
  - 6月 - 北海道公立病院連盟に加盟。
- 1955年（昭和30年）7月 - 許可病床161床を169床へ変更。
- 1957年（昭和32年）4月1日 - 市制施行により三笠市が発足、三笠市立病院へ改称。
- 1960年（昭和35年）4月 - 許可病床169床を156床（一般病棟50床、結核病棟76床、伝染病棟30床）へ変更し病室を集約。
- 1962年（昭和37年）
  - 2月 - 許可病床156床を210床（一般病棟158床、結核病棟22床、伝染病棟30床）へ変更。結核病棟を減らして一般病棟を増床する。
  - 4月 - 全国自治体病院協議会に加盟。
- 1963年（昭和38年）
  - 4月 - 地方公営企業法の一部を適用。
  - 5月 - 病院新築工事に着工。
- 1964年（昭和39年）
  - 6月 - 病院新築工事が竣工。本館地下1階・地上6階建てとなる。
  - 7月 - 市立三笠総合病院へ改称、現病院での診察開始。
- 1965年（昭和40年）
  - 7月 - 整形外科を新設。
  - 10月 - 救急病院に指定される。
  - 11月	- 隔離病棟（20床）が竣工。
- 1967年（昭和42年）12月	- 精神神経科病棟の開設許可を受ける。
- 1968年（昭和43年）
  - 5月 - 精神神経科診療棟および病棟（80床）が竣工。
  - 9月	精神神経科の診療を開始。
- 1970年（昭和45年）4月 - 精神衛生法第5条の規定に基づく精神病院の指定を受ける（10床）。
- 1972年（昭和47年）2月 - 人工透析治療を開始。
- 1974年（昭和49年）8月 - 人工腎センターを増築。
- 1976年（昭和51年）11月	- 伝染病隔離病舎を当院併設の伝染病隔離病舎として許可される（許可病床20床）。
- 1977年（昭和52年）1月 - 皮膚泌尿器科から皮膚科を分離。
- 1978年（昭和53年）4月 - 診療部から薬剤科を分離し薬剤部を新設、成人病健診（短期人間ドック登録制）を開始。
- 1979年（昭和54年）
  - 3月 - 消防設備（スプリンクラー）および自家発電設備を新設、自動火災報知設備および院内放送設備を更新。
  - 10月	- 北海道美唄聖華高等学校（専攻科）実習病院に指定される。
- 1984年（昭和59年）
  - 7月 - 併設隔離病舎を廃止し解体撤去する。
  - 8月 - 許可病床260床を300床（一般病棟206床、結核病棟14床、精神病棟80床）へ変更。一般病棟と精神病棟を増床。
- 1986年（昭和61年）
  - 10月 - 病院増改築工事が竣工（鉄筋コンクリート造、地下1階・地上6階建て）、同年11月17日より新施設を使用開始、検査機器なども更新する。
  - 11月 - 優良自治体立病院自治大臣表彰を受賞。
- 1992年（平成4年）6月 - 結核病棟を廃止する。
- 1997年（平成9年）
  - 4月 - 循環器科を新設。
  - 8月 - 自治省の地方公営企業経営アドバイザー派遣事業による経営診断を受ける。
- 1999年（平成11年）4月 - 給食業務の外部委託を開始。
- 2001年（平成13年）1月 - 北海道広域医療情報ネットワークシステムの実証実験を行う。
- 2007年（平成19年）4月 - 許可病床を199床（一般病棟134床、精神病棟65床）へ変更。一般病棟と精神病棟を減床。
- 2011年（平成23年）3月 - 許可病床を199床（一般病棟91床、療養病棟43床、精神病棟65床）へ変更、稼働病床は196床（一般病棟88床、療養病棟43床、精神病棟65床）とする。
- 2016年（平成28年）3月 - 許可病床を199床（一般病棟91床（うち一般67床、回復期リハビリテーション24床）、療養病棟43床、精神病棟65床）へ変更、稼働病床は122床（一般病棟79床（うち一般55床、回復期リハビリテーション24）、療養病棟43床）とする。精神病棟の稼働病床がなくなる。
- 2021年（令和3年）1月 - 稼働病床を88床（一般病棟45床、療養病棟43床）へ減床。
- 2025年（令和7年）3月 - 許可病床を199床（一般病棟91床（うち一般67床、回復期リハビリテーション24床）、療養病棟43床、精神病棟65床）から、88床（一般病棟45床（うち急性期31床、回復期14床）、療養病棟43床）へ半減。2021年の稼働病棟と同数になり、精神病棟の許可病棟がなくなる。

## 診療科
出典
- 内科
- 循環器科
- 外科
- 整形外科
- 小児科
- 皮膚科
- 泌尿器科
- 耳鼻咽喉科
- 眼科
- 精神科
- 神経科
- 人工透析科
- リハビリテーション科

## 事件

### 精神科医刺殺事件
2013年（平成25年）8月21日午前11時10分頃、男性精神科医（当時53歳）が、診察室で診察していた男性患者（当時55歳）に、隠し持っていた包丁で胸部などを刺され、間もなく死亡した。
加害者は精神疾患で同院の精神科に通院していた患者で、刺殺された精神科医はその主治医であった。本来この日は受診日ではなかったが、男性患者は「先生に話があって来た」と1人で病院を訪れた。Tシャツ姿で普段と変わった様子はなく、看護師から「痩せたんじゃない?」と聞かれ「そうかな」などと答え、午前11時頃に診察室へ入り、精神科医と2人きりで話していた。カーテンで仕切られた診察室から精神科医が男性患者をなだめるような声が聞こえ、看護師が不審に思いカーテンを開けると、男性患者は包丁を持って立っており、精神科医はすでに倒れていたという。事件当時、院内には通院・入院を合わせて約200人前後の患者がおり騒然となった。また事件に気づいた看護師が、診察室の緊急通報ブザーを押そうとして横にあった火災報知器を誤操作し、院内に警報音が鳴り響いて職員が対応に駆け回るなど混乱した。北海道警察によれば、同日午前11時15分頃に「外来の患者が刃物を持って暴れている」と病院から通報があり、三笠警察署員が駆けつけたときは精神科医はすでに刺され、複数の刺し傷や切り傷を負っていた。看護師らに取り押さえられていた加害者の患者を、道警は殺人未遂容疑で現行犯逮捕し、医師が死亡したことから殺人容疑に切り替えた。病院によれば、男性患者と精神科医の間に目立ったトラブルはなかったという。警察の調べに対し、男性患者は「自分が刺した」と容疑を認めた。
刺殺された精神科医は札幌市出身で札幌医科大学を卒業後、1994年に市立三笠総合病院へ赴任し、精神科医として特にアルコール依存症患者の治療に熱心に取り組んでいた。また大学在学中には朝日新人文学賞を受賞し、2000年にはアルコール依存症と闘う元高校球児を主人公とした小説『鉄格子のむこうの青い空』を東峰書房から出版し、同年の北海道新聞文学賞候補作に選ばれた。
その後、逮捕された加害者の男性患者は送検されたが、札幌地方検察庁岩見沢支部は、同年9月から11月にかけて鑑定留置し精神鑑定した結果、心神喪失状態にあり刑事責任能力を問えないと判断し、同年11月29日付で不起訴処分とした。札幌地検の申し立てを受け、札幌地方裁判所岩見沢支部は同日付で、心神喪失者等医療観察法に基づき鑑定入院命令を出した。命令が出されると、鑑定入院先で医師が鑑定書を作成して裁判所に提出し、鑑定書をもとに裁判官や検察官、医師らが協議し、指定医療機関への入院または通院、もしくは不処遇のいずれかの決定が下される。

なお、1998年（平成10年）には、同様に公立病院であったいわき市立常磐病院（現：ときわ会常磐病院）で、患者が精神科医を刺殺する事件が発生しているが、いわき市の事件では犯人は責任能力を認められ、殺人罪などで懲役10年の判決が確定している。